# メタルギア ソリッド ソーシャル・オプス
『メタルギア ソリッド ソーシャル・オプス』 (METAL GEAR SOLID SOCIAL OPS、略称: MGS SOP) は、コナミデジタルエンタテインメントによって2012年12月8日にGREE上で配信されたスマートフォン（Android、iPhone）向けオンラインカードバトルRPG。「メタルギアシリーズ」の1つ。2013年12月13日にサービス終了。

## 概要
「メタルギアシリーズ」初のソーシャルゲームとしてコナミが配信していたGREEのソーシャルコンテンツ（アイテム課金制）。
イメージイラストにはネイキッド・スネーク（ビッグ・ボス）、オールド・スネーク、ザ・ボス、リボルバー・オセロット、カズヒラ・ミラー、エヴァ、雷電、メリル・シルバーバーグ、ヴォルギン大佐、コブラ部隊、BB部隊、メタルギアREX、コクーンなどが描かれており、歴代のメタルギアシリーズのキャラクターやメカニックが登場する。ゲーム中のミッションやバトルなどの動作は3Dポリゴンで動き、BGMはメタルギアシリーズのものを使用している。
ゲームはGREE内にあるのではなく、App Store、Google Playでダウンロードすることでプレイでき、GREEのアカウントがなくてもプレイ可能である。基本的にゲームとしての機能は一般的なソーシャルゲームと同様である（本作ではミッション、バトル、強化、レイドボス、ガチャ、フレンド機能など）。開催されるイベントは「レイドイベント」、「バトルイベント」があり、各イベント別に貯めたポイントでプレイヤーのランキングが決まる。
東京ゲームショウ2012では出展タイトルの一つだった。

## 主なゲームシステム
ミッション
ここでメタルギアシリーズのストーリーをAPを消費することで進行できる。ミッションを1回のタップで進めるごとにステルスチェインが1貯まり、10まで貯まると報酬がもらえるようになり、10ずつ貯まるごとに報酬が増えていく。ミッションの最後にはミッションボスとのバトルがあり、自分のカードデッキ+フレンドのカード1枚で戦う。またレイドイベント中のミッション中は確率でレイドボスに遭遇する。
レイド
ここでレイドイベント中のミッションにて遭遇したレイドボスと戦える。レイドボスはBPを消費することで攻撃できる。一撃で倒せなかったレイドボスは自動で救援要請され、フレンドが攻撃可能になる。特別救援要請としてGREEのアカウントでプレイしているユーザーにリクエストを任意で送ることができ、倒したときの報酬も通常の救援要請より良くなる。
バトル
バトルイベント中にプレイ可能。イベントのタイトルは「第○回 BATTLE OPS」とされている。ランダムで表示された他プレイヤーを自分のカードデッキでBPによる攻撃を行う。相手も自分のカードデッキで反撃し、相手のデッキの全てのカードの体力を10ターン以内に0にすれば勝利する。また、勝利し続けるとフィーバーゲージが貯まり、100％になるともらえるポイントが通常の3倍になる。
強化
強化したいカードと素材として使うカードを融合することでカードのレベルを上げることができる。同じスキル同士の場合はレベルが上がり、20まで上げられる。強化するカードのレベルが最大の場合でも同じスキルを持つカードを合成してスキルだけレベルを上げる事は可能。
デッキ
自分のカードで編成できるデッキ。8枚のカード+1枚のメタルギアカードで編成できる。メタルギアカードはレベルや種類で異なり空いているスロットがあり、そこにスキルチップを入れることができる。
基本利用料金は無料だが、プレミアムガチャやショップで購入するアイテムはアイテム課金がなされている。購入の際は、GREEのコインではなく本作専用の「MGコイン」で購入できる。